# Sympetrum
Genre
Sympetrum est un genre dans la famille des Libellulidae appartenant au sous-ordre des anisoptères dans l'ordre des odonates. Il comprend soixante-trois espèces.

## Espèces du genre
- Sympetrum ambiguum (Rambur, 1842)
- Sympetrum anomalum Needham, 1930
- Sympetrum arenicolor Jödicke, 1994
- Sympetrum baccha (Selys, 1884)
- Sympetrum chaconi De Marmels, 1994
- Sympetrum commixtum (Selys, 1884)
- Sympetrum cordulegaster (Selys, 1883)
- Sympetrum corruptum (Hagen, 1861)
- Sympetrum costiferum (Hagen, 1861)
- Sympetrum croceolum (Selys, 1883)
- Sympetrum daliensis Zhu, 1999
- Sympetrum danae (Sulzer, 1776)
- Sympetrum darwinianum Selys, 1883
- Sympetrum depressiusculum (Selys, 1841)
- Sympetrum dilatatum (Calvert, 1892)
- Sympetrum durum Bartenev, 1916
- Sympetrum eroticum (Selys, 1883)
- Sympetrum evanescens De Marmels, 1992
- Sympetrum flaveolum (Linnaeus, 1758)
- Sympetrum fonscolombii (Selys, 1840)
- Sympetrum frequens (Selys, 1883)
- Sympetrum gilvum (Selys, 1884)
- Sympetrum gracile Oguma, 1915
- Sympetrum haematoneura Fraser, 1924
- Sympetrum haritonovi Borisov, 1983
- Sympetrum himalayanum Navás, 1934
- Sympetrum hypomelas (Selys, 1884)
- Sympetrum illotum (Hagen, 1861)
- Sympetrum imitans (Selys, 1886)
- Sympetrum infuscatum (Selys, 1883)
- Sympetrum internum Montgomery, 1943
- Sympetrum kunckeli (Selys, 1884)
- Sympetrum maculatum Oguma, 1922
- Sympetrum madidum (Hagen, 1861)
- Sympetrum meridionale (Selys, 1841)
- Sympetrum nigrifemur (Selys, 1884)
- Sympetrum nigrocreatum Calvert, 1920
- Sympetrum nomurai Asahina, 1997
- Sympetrum obtrusum (Hagen, 1861)
- Sympetrum orientale (Selys, 1883)
- Sympetrum pallipes (Hagen, 1874)
- Sympetrum paramo De Marmels, 2001
- Sympetrum parvulum (Bartenev, 1912)
- Sympetrum pedemontanum (Müller, 1766)
- Sympetrum risi Bartenev, 1914
- Sympetrum roraimae De Marmels, 1988
- Sympetrum rubicundulum (Say, 1840)
- Sympetrum ruptum Needham, 1930
- Sympetrum sanguineum (Müller, 1764)
- Sympetrum semicinctum (Say, 1840)
- Sympetrum signiferum Cannings & Garrison, 1991
- Sympetrum sinaiticum Dumont, 1977
- Sympetrum speciosum Oguma, 1915
- Sympetrum striolatum (Charpentier, 1840)
- Sympetrum tibiale (Ris, 1897)
- Sympetrum uniforme (Selys, 1883)
- Sympetrum verum Bartenev, 1916
- Sympetrum vicinum (Hagen, 1861)
- Sympetrum villosum Ris, 1911
- Sympetrum vulgatum (Linnaeus, 1758)

## Espèces présentes en Europe
- Sympetrum danae (Sulzer, 1776) - Sympétrum noir
- Sympetrum depressiusculum (Selys, 1841) - Sympétrum déprimé
- Sympetrum flaveolum (Linnaeus, 1758) - Sympétrum jaune d'or
- Sympetrum fonscolombii (Selys, 1840) - Sympétrum à nervures rouges
- Sympetrum meridionale (Selys, 1841) - Sympétrum méridional
- Sympetrum nigrifemur (Selys, 1884)
- Sympetrum pedemontanum (Müller, 1766) - Sympétrum du Piémont
- Sympetrum sanguineum (Müller, 1764) - Sympétrum rouge sang ou Sympétrum sanguin
- Sympetrum sinaiticum Dumont, 1977 - Sympétrum éraflé
- Sympetrum striolatum (Charpentier, 1840) - Sympétrum strié
- Sympetrum vulgatum (Linnaeus, 1758) - Sympétrum commun